# IBM Stretch
L'IBM Stretch, ou IBM 7030, est un superordinateur créé en 1961 par IBM.

## Historique
Lancé à l'instigation du Lawrence Livermore Laboratory en vue de calculs scientifiques en hydrodynamique,,, le premier IBM 7030 Stretch est installé au Laboratoire national de Los Alamos (LANL). Il s'agit d'un projet débuté en 1956 et mené conjointement par IBM et le LANL.
Grâce à cette technologie, son processeur est deux fois plus rapide et sa mémoire 6 fois plus rapide que l'IBM 704.
Bien que ses performances soient jugées décevantes, en regard de celles attendues, le Stretch était l'ordinateur le plus rapide, de 1961 à 1964.

## Avancées techniques
Le Stretch est le premier ordinateur à transistors produit par IBM. Il en comporte plus de 150 000, lui conférant une vitesse de traitement de 1,2 million instructions à la seconde.
Sa mémoire, en bancs de 16 K mots de 64 bits effectivement utilisables, est autocorrectrice : des circuits de redondance permettent de corriger au vol toute erreur ne portant que sur un bit et de signaler toute erreur portant sur deux bits. Ce changement est présenté à l'époque comme une importante avancée dans la simple vérification de parité. Il augmente cependant beaucoup le coût du poste « mémoire » dans le budget de la machine, car il porte à huit le nombre de bits nécessaires à la tâche ; ce qui complique d'autant la logique de contrôle.
Multiprogrammation, protection de mémoire, choix de l'octet : le Stretch présente de nombreuses innovations informatiques.
En publiant Planning a Computer System – Project Stretch, en 1962 W. Buchholz détaille les principes technologiques mis en œuvre par le Stretch.

## Adoption de l'octet
C'est à l'occasion de la mise au point du Stretch que le mot octet est employé pour la première fois.
Le concept fondamental de byte apparaît en 1956, lors des travaux relatifs à l'IBM Stretch,[source insuffisante]. Werner Buchholz[source insuffisante], qui travaille alors à la mise au point de cette machine, aurait posé le concept et sa terminologie, mais la paternité est disputée par Robert Bemer, alors chef de service à la Compagnie des Machines Bull.
Débutant avec un byte de six bits, l'équipe de l'IBM Stretch évolue dès 1956 vers un byte de huit bits,.
L'octet deviendra un standard de l'informatique, à partir de 1964, avec l'IBM 360 et 370,

## Machines en service
Malgré ses avancées, le Stretch du LANL est cependant considéré comme un échec.
Seuls neuf exemplaires ont été construits.
Quatre machines étaient installées aux États-Unis, une en Grande-Bretagne et une en France.

### Un Stretch en France
En 1965, un ordinateur Stretch fut installé en France, le sixième Stretch installé par IBM dans le monde, portant la référence K-6 dans la série.
Il se situait dans les locaux de la Direction des applications militaires du CEA alors à Limeil-Brévannes.
Il mobilisait une équipe permanente de maintenance d'IBM, ainsi que plus de cent programmeurs.
Il était exploité par autant de physiciens, chargés de modéliser le nucléaire.
Le CEA cesse l'exploitation de cette machine en 1973. Une partie de l'IBM 7030 Stretch, notamment sa console de commande (servant à sa maintenance, photo en haut d'article), est exposée à Paris au musée des Arts et Métiers.